# Викерс Велсли
Викерс Велсли (енгл. Vickers Wellesley) је био британски лаки бомбардер са почетка Другог свјетског рата. Производила га је фабрика Викерс-Армстронг (Vickers-Armstrong) од 1937. до 1938. Коришћен је до краја 1942, највише на Блиском истоку и у источној Африци.

## Развој
Викерс је испрва направио велики двокрилни авион да изађе у сусрет спецификацији Г.4/31 РАФ-а. Особине авиона су биле толико лоше да је одлучено да се започне са производњом револуционарног једнокрилца геодетске конструкције (слично металној кошари од прућа) коју је развио Барнс Волис за ваздушне бродове. Резултат је био толико бољи од претходног двокрилца да је ваздухопловно министарство купило 176 авиона под именом Велсли.
Први лет прототипа био је 19. јуна 1935, а серијска производња авиона започела је 1937.
Авион се истицао великим распоном крила са великом финесом, изузетном ефикасношћу у крстарећем лету, долетом, и поузданим мотором. Формирана је експериментална група за даљинске летове и ти авиони су непрекидно летјели 11.525 километара за 48 сати (од Исмаилије у Египту до Дарвина у Аустралији). Лет је започео 5. новембра 1938.
Произведено је укупно 176 ових авиона.

## У борби
У Другом свјетском рату авиони Велесли су били изузетно активни на подручју источне Африке (Етиопија, Сомалија), Египта и Блиског истока, пошто је на том подручју опасност од модерних ловаца противника била мала. У акцијама су задржани све до краја 1942, а најбоље особине су им биле поузданост и изузетан долет.

## Карактеристике
Врста авиона: лаки бомбардер
- Први лет прототипа:
- Произвођач: Викерс-Армстронг (Vickers-Armstrong)

Димензије
- Аеропрофил крила:

Масе
Погонска група
- Мотор: један, Бристол Пегазус 20 (Bristol Pegasus XX), 690 kW, 925 КС
- Однос снага/тежина: 0,14

## Летне особине
- Највећа брзина: 369
- Радијус дејства: 1.963
- Највећи долет:
- Оперативни врхунац лета: 10.060
- Брзина пењања: 366 m/минути

## Наоружање
- Стрељачко: један 0,303 ин (7.7 mm) фиксни Викерс К у десном крилу за дејство напријед, један Викерс К ручно управљан од стрелца у задњој кабини.
- Бомбе: до 907